# Shihō

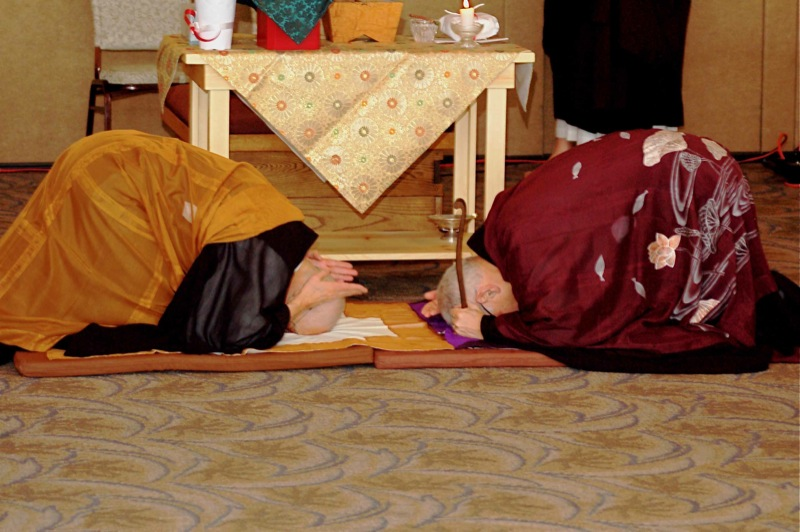
Cérémonie Shiho

Shihô (japonais, 嗣法) est dans le bouddhisme zen la cérémonie de transmission du Dharma d'un maître à son disciple, le désignant ainsi comme le successeur de la lignée. Cette transmission est attestée, dans l'école Sôtô par trois documents (sammotsu) :
- Le certificat de succession (shisho) qui officialise la transmission du dharma ;
- La lignée du sang (ketsumyaku) pour la transmission des préceptes de bodhisattva ;
- La grande affaire[2] (daiji), des diagrammes symboliques qui représentent l'éveil [3].

## Le mot
Dans le zen, le shihô correspond à un autre mot japonais, dembôin (« sceau de la Transmission du Dharma (en) »), Dharma transmission qui lui-même renvoie à l'expression inka shomei. Inka est lui-même la prononciation japonaise du chinois yinke, « sceau pour approbation ». Dans les différentes traditions chán d'Asie de l'Est, le sceau est délivré par un maître à son disciple, afin d'attester qu'il a atteint le degré d'éveil nécessaire pour être à son tour le représentant de la lignée.  

## Les conditions de la transmission

### Symbolique de la transmission
Au plan mythique, dans les traditions du Chán et Zen, le shihô trouve son origine dans l'épisode du Pic des Vautours au cours duquel le Bouddha Shâkyamuni se contenta de cueillir une fleur d'Udumbara pour expliquer un enseignement. Un geste dont seul  Mahākāśyapa sut saisir le sens profond. Shâkyamuni attesta alors que, devant l'assemblée présente, il avait ainsi transmis à Mahākāśyapa son trésor spirituel le plus précieux. Cette transmission se serait ensuite perpétuée à travers les vingt-huit patriarches indiens et chinois, dont le célèbre Bodhidharma, constituant ainsi une lignée généalogique mythico-historique dans le Dharma, qui se formalise dans le Chan / Zen par le ketsumyaku, document qui retrace la lignée du sang depuis Shâkyamuni jusqu'à l'enseignant qui le remet à un élève, à l'occasion par exemple de la prise des préceptes bouddhistes ou, justement, du shihô. 
Traditionnellement, le shihô donne lieu à une cérémonie codifiée et secrète durant laquelle ne sont présents que l'enseignant et l'élève, car il s'agit  d'une transmission « de mon âme à ton âme » ou « de mon cœur à ton cœur » (jap. i shin den shin). 

### La transmission dans le zen Rinzaï et le zen Sôtô
En  réalité, et ce depuis les temps les plus anciens, divers facteurs peuvent intervenir pour justifier de cette transmission, qui normalement atteste que l'élève a atteint un niveau de réalisation égal à celui de son enseignant. 
Dans l'école Rinzai du Zen (Linji en chinois moderne), cette transmission survient lorsque l'élève a su donner au maître une réponse satisfaisante à la série d'énigmes (koans) à lui présentées par ce dernier. Les réponses sont codifiées dans un livre secret, et passent par divers niveaux. On dit que l'élève atteint le satori et ce dernier est reconnu par le kensho, sceau d'authentification.
Dans cette école, comme dans l'école Sōtō fondée par Dôgen au XIIIe siècle, il arrivait fréquemment que la transmission soit donnée à des fins familiales ou politiques. En donnant la transmission à certains individus influents, on pouvait se les attacher. Ou bien on pouvait la vendre, ce qui permettait de renflouer des finances en situation difficile.
Au XVIIIe siècle, Menzan Zuihō, chef de l'école Sôtô au Japon, dans le but de simplifier les choses, décréta que désormais on n'attendrait plus qu'un élève ait atteint le satori pour lui transmettre le Dharma, mais que cette transmission se ferait automatiquement quatre ans après que le disciple eut pris les vœux de bodhisattva sous sa direction. Quoique cette réforme n'ait pas été facile à faire passer, elle constitue aujourd'hui la règle dans cette école. Au Japon où, depuis 1855, les bonzes peuvent se marier, la transmission est en général donnée au fils du bonze, ce qui permet à la famille de conserver le temple et les revenus qui vont avec.

### La transmission en Occident
Au XXe siècle, de nombreux Occidentaux ont obtenu la transmission, certains à la suite d'une étude assidue et sincère, d'autres en fonction d'enjeux politiques, les deux se mélangeant parfois[réf. nécessaire],[non neutre]. Dès lors, un shihô — qui donne lieu à l'établissement d'un certificat de transmission (jap. shisho) — ne constitue pas toujours la preuve incontestable de la réalisation d'un enseignant.
En Europe, l'Association Zen Internationale fondée par Taisen Deshimaru est une des principales sangha européennes. Mais la transmission y a été chose délicate du fait du décès prématuré de Deshimaru, mort sans avoir désigné de successeur direct ni transmis officiellement le shiho. Par la suite, la situation a toutefois été régularisée par la Sôtôshu, l'organe suprême de l'école Sôtô au Japon. 
Éric Rommeluère, enseignant français dans la tradition Sôtô, a livré dans un article de 2001 un témoignage éclairant sur le déroulement et le sens de la cérémonie du shihô dans cette école, à l'occasion de la transmission du Dharma (jap. dempô) entre Gudō Wafu Nishijima et lui-même.